# 大正
大正（日语：／ Taishō */?）是日本大正天皇在位期間使用的年號，使用時間從1912年7月30日至1926年12月25日止。承續年號為明治，接續年號為昭和。 大正天皇体弱多病，加上第一次民主化在歐洲的遍地開花，这也促使東亞日本的政治权力从旧的寡头政治集团门阀或军人转移到帝国议会和民主党派。 因此，这个时代被认为是日本被称为“大正民主”的自由主义运动的时代，它通常区别于明治时代的混乱和随后由军国主义驱动的昭和时代初期。
大正年號的年份，和中華民國紀年及朝鲜民主主义人民共和国主體曆，均以1912年為元年，即三者年份相同，大正N年，同時是民國N年及主體N年（至1926年12月25日，日本改元昭和為止）。這是因為日本大正天皇即位、中華民國成立、金日成出生，均為1912年，純屬巧合，三者並無任何關係。

## 改元
- 1912年（明治45年）7月30日明治天皇去世，大正天皇即位，改年號為大正[2][2]。改元詔書如下：

（以下略）
- 1926年（大正15年）12月25日大正天皇去世，昭和天皇即位，改年號為昭和。

## 出處
「大正」一詞出自《易經》第十九卦中的「臨，剛浸而長。說而順，剛中而應，大亨以正，天之道也。」大正這一年號過去曾四次被選為候補，於大正天皇即位改元時被採用。按《大正天皇實錄》，同時尚有「天興」、「興化」為候補年號，而天皇採「大正」為用。

## 大事年表
- 大正2年（1913年）：大正政變。
- 大正3年（1914年）：
  - 櫻島火山爆發（大正大噴發）
  - 西門子事件
  - 第一次世界大戰爆發。
- 大正5年（1916年）：夏目漱石逝世。

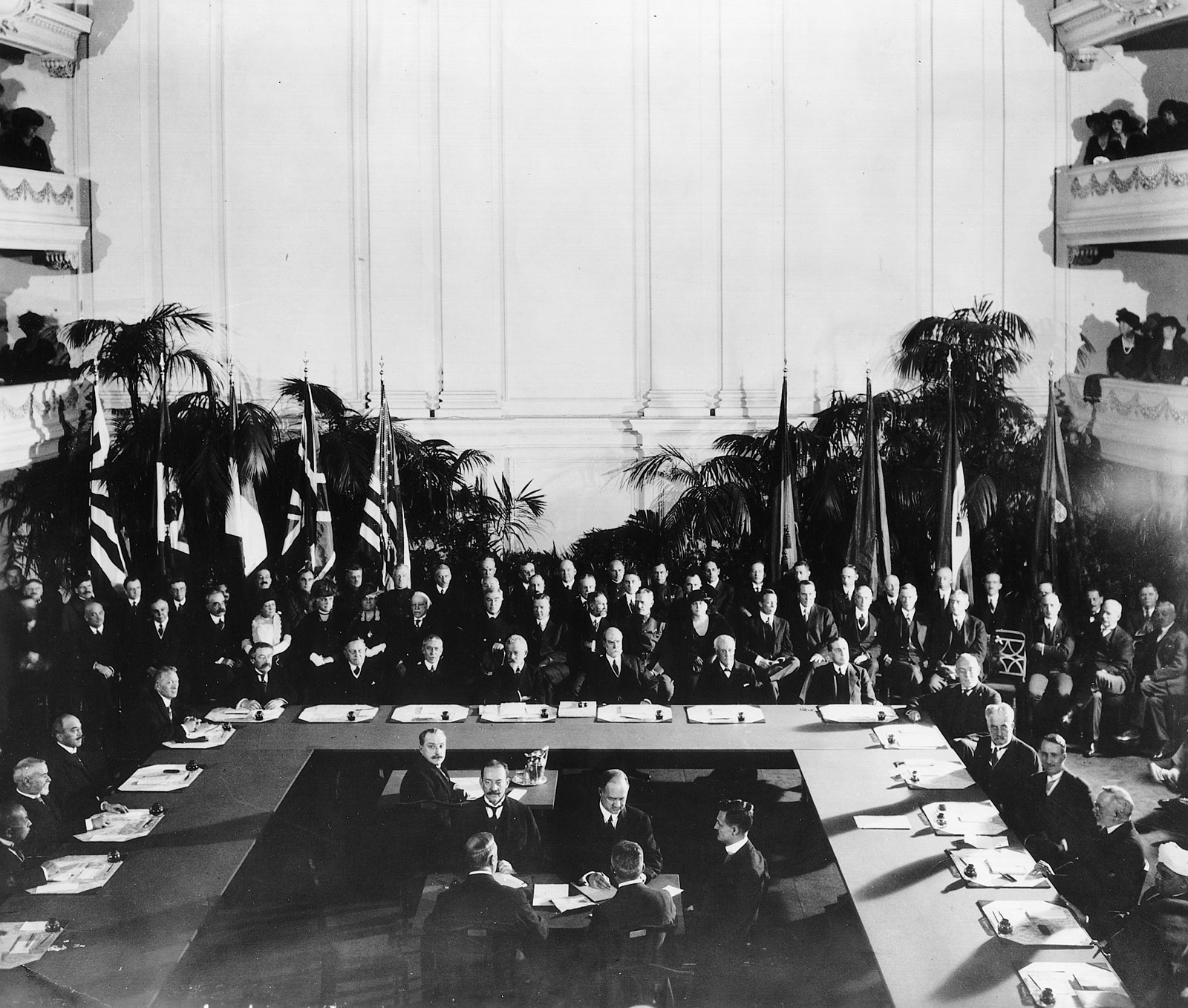
1922年2月6日，华盛顿会议舉行，该会议的主要成果包括三个重要条约：《四国公约》，《限制海军军备条约》，及《九国公约》

- 大正7年（1918年）：日本出兵西伯利亞濱海邊疆區干涉俄國內戰；米骚动；第一次世界大戰結束。
- 大正8年（1919年）：巴黎和会；《選舉法》改正。
- 大正9年（1920年）：國際聯盟設立；尼港事件；第一回國勢調查。
- 大正10年（1921年）：首相原敬遭到暗殺；裕仁親王就任攝政。
- 大正11年（1922年）：南洋廳設置；华盛顿会议举行；山縣有朋、森鷗外逝世；第三國際日本支部和堺利彦、山川均組成日本共產党。
- 大正12年（1923年）：關東大地震；《國民精神作興詔書》發布；虎之門事件。
- 大正13年（1924年）：皇太子裕仁親王（日後的昭和天皇）與良子結婚；甲子園球場落成啟用。
- 大正14年（1925年）：宇垣裁军；治安維持法；普通選舉法（日语：普通選挙法）制定；電台廣播開始。
- 大正15年（1926年）：大正天皇駕崩；改元昭和。

## 社會的議題

### 社會上的企業
隨着社會事業爭議愈演愈烈，作爲國家經營政策，第一次人口普查於1920年（大正9年）實施。糧食發生騷亂以後，政府和地方相繼建立了社會局及方面委員制度，這些機構也開展了城市貧民調查和公共市場設置等工作。

### 醫療衛生問題
自來水在東京府、大阪府等城市普及。到明治時期爲止，嬰兒死亡率非常高，雖然這一現象大正時期卻有所減少。不過引起全世界流行性感冒的西班牙流感在日本國內有2380萬人（當時人口對比:約43%）感染，島村抱月和大山舍鬆、皇族竹田宮恆久王去世等，約有39萬人死亡。

### 總動員的教育
另外，1919年（大正8年）以應對第一次世界大戰爲契機國民的思想、生活變動爲目的，在內務省主導下開始了民力涵養運動，從這一時期開始，出現了以後成爲教化總動員運動的先驅的國家控制國民生活的各個角落的傾向。

### 勞動運動
大正年間社會事業如此活躍的原因在於，佃農爭議頻發和勞動運動的大規模化等地方改良運動中出現的現有擴大生產方針無法解決的問題日益嚴重。
鈴木文治成立了友愛會，第一次世界大戰期間隨着通貨膨脹的加劇發生了大米風波。隨着暴發戶的誕生，貧富差距不斷擴大，導致勞資糾紛劇增，友愛會等工會也產生了深遠的影響。

### 部落解放運動
由於大正民主主義，各種社會運動也隨之展開。
明治政府主張的四民平等後，對被歧視部落出身者的歧視仍然存在。明治政府的貧困對策和身份解放政策不完善，以及失去平民專用皮革產業等生計成爲貧困層，以及舊農民身份的農民階層偏見。以西光萬吉和阪本清一郎等爲中心，於1922年（大正11年）成立了全國水平社。

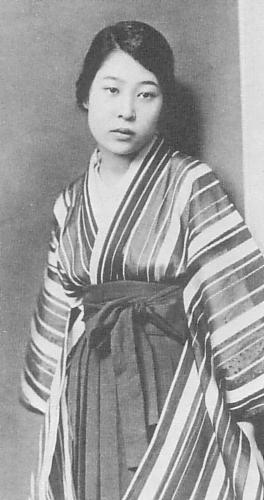
大正時期女學生

### 婦女解放運動
隨着女性解放的呼聲日益高漲，女服務員、百貨商店店員、公車隨車服務生、電話接線員、劇場嚮導、美容師、事務員、日文和英文打字員、翻譯、保姆、護士、醫生等進入社會工作的職業女性不斷增加。
由於普通選舉運動的對象只有男性，因此出現了旨在提高女性地位的女性運動家，併成立了婦女協會。另外，升入高中和大學的女學生也有所增加。

### 朝鮮合併問題
通過三一運動，朝鮮總督府修改了至今爲止根據憲兵警察制度的武斷統治，改成了以內鮮一體和韓半島近代化爲目的的文化政治。爲了擺脫貧困，朝鮮人經常從外地偷渡到內地，隨着在日朝鮮人的增加，與內地人的矛盾和社會不安成爲了社會問題。

### 大正佛教運動
受西方思想的影響，佛教實現了近代化，實行了統合佛教思想和西方哲學的佛教近代化政策。僧人的參政權運動從明治末期開始一直持續到了大正時期。僧人的政治活動非常盛行，妹妹尾義郎結成了新興佛教青年同盟。佛教相關政治團體正在積極開展社會運動，但在昭和戰爭前期被軍部鎮壓。1917年（大正6年）在東京帝國大學開設了印度哲學專業。以井上圆了爲中心开展建立在否定迷信的立场上的妖怪研究。

## 与公历的对照表
大正n年与公元g年的对应关系是n = g - 1911。
| 大正 | 元年   | 2年    | 3年    | 4年    | 5年    | 6年    | 7年    | 8年    | 9年    | 10年   |
| ---- | ------ | ------ | ------ | ------ | ------ | ------ | ------ | ------ | ------ | ------ |
| 公元 | 1912年 | 1913年 | 1914年 | 1915年 | 1916年 | 1917年 | 1918年 | 1919年 | 1920年 | 1921年 |
| 干支 | 壬子   | 癸丑   | 甲寅   | 乙卯   | 丙辰   | 丁巳   | 戊午   | 己未   | 庚申   | 辛酉   |
| 大正 | 11年   | 12年   | 13年   | 14年   | 15年   |        |        |        |        |        |
| 公元 | 1922年 | 1923年 | 1924年 | 1925年 | 1926年 |        |        |        |        |        |
| 干支 | 壬戌   | 癸亥   | 甲子   | 乙丑   | 丙寅   |        |        |        |        |        |

## 同期存在的其他政權之紀年
- 中國
  - 中華民國（1912年1月1日起）：中華民國紀年，年分相同
  - 洪憲（1916年）：中華帝國－袁世凱之年號
  - 宣統（1916年－1917年）：呂光奉清朝之年號。
  - 通治（1917年）：查都之年號
  - 宣統（1917年）：清朝－清遜帝溥儀之年號
  - 和興（1921年）：聶真娃之年號。
  - 天佑（1926年－1928年）：韓欲明之年號。
- 蒙古
  - 共戴（1911年－1924年）：大蒙古國－哲布尊八世之年號
- 越南
  - 維新（1907年－1916年）：阮朝—阮福晃之年號
  - 啟定（1916年－1925年）：阮朝—阮福晙之年號
  - 保大（1926年－1945年）：阮朝—阮福晪之年號

### 引用
- Benesch, Oleg. . Transactions of the Royal Historical Society. 2018-12, 28: 107–134. ISSN 0080-4401. doi:10.1017/S0080440118000063 （英语）.
- Bowman, John Stewart, 1931-. . New York: Columbia University Press. 2000  [2019-05-11]. ISBN 0231500041. OCLC 51542679. （原始内容存档于2020-11-11）.
- Dickinson, Frederick R., 1961-. . Cambridge, Mass.: Harvard University Asia Center. 1999. ISBN 0674946553. OCLC 41018824.
- Hall, John Whitney; 山村, 耕造. . Cambridge, UK: Cambridge University Press. 1988  [2019-05-11]. ISBN 0521223520. OCLC 17483588. （原始内容存档于2020-05-13）.
- Nussbaum, Louis-Frédéric; Roth, Käthe, , Cambridge: Harvard University Press, 2005  [2019-05-11], ISBN 978-0-674-01753-5, OCLC 58053128, （原始内容存档于2016-11-21）.  Louis-Frédéric为Louis-Frédéric Nussbaum笔名，参见, Deutsche Nationalbibliothek,   [2019-05-11], （原始内容存档于2012-05-24）
- Strachan, Hew. The First World War: Volume I: To Arms (Oxford University Press, 2003) 455-94.

- 本條目含有部份來自美國國會圖書館的國家研究資料。這些資料由美國聯邦政府於公共領域出版。

| 前一年號： 明治 | 日本年號 大正 | 下一年號： 昭和 |